# Дмитрієв Микола Дмитрович
Мико́ла Дми́трович Дми́трієв (* 5 серпня 1829, Москва — † 15 липня 1893, Таганрог) — російський та український композитор, диригент, піаніст, педагог.

## З життєпису
Музиці навчався приватно, закінчив закритий музичний заклад — у О. І. Віллуана, служив в провіційному судовому відомстві.
З 1840 року виступав як піаніст та диригент в багатьох містах сучасних Росії та України —зокрема, на благодійних концертах в Вятці, Казані, Маріуполі, Рязані, Таганрозі.
Навчався на юридичному факультеті Казанського університету.
В 1857—1963 роках жив в Харкові, викладав гру на фортепіано. Тоді ж відкрив музичний салон.
1861 року в Харкові організовує квартетні вечори.
Є автором близько 100 романсів — вийшло нотним друком 55, фортепіанних п'єс, церковної музики, однієї симфонії (незавершеної).
Найвідоміший серед романсів — «Сосна» («На півночі дикій…») на вірші Лермонтова, присвячений співаку Олександру Додонову, ще один романс — «Під духмяною гілкою бузку» («Под душистою веткой сирени»).
Серед його учнів був Микола Лисенко.
1874 року призначений у Вятський окружний суд чиновником, де пропрацював до 1885 року. Через хворобу 1885 переведений в Таганрог.